# Jakob J. Oertli
Jakob J. Oertli (* 16. Juli 1927; † 23. März 2013 in Ettingen; heimatberechtigt in Ossingen) war ein Schweizer Botaniker und Professor an der ETH Zürich.

## Leben
Jakob J. Oertli studierte von 1946 bis 1951 an der Abteilung für Forstwirtschaft der ETH Zürich. Das Jahr 1952 verbrachte er in Kanada auf der Petawawa Forest Experiment Station und in New Brunswick bei einer Forest Insect Spraying Operation. Im Herbst 1952 begann er an der University of California, Berkeley, mit dem Studium der Pflanzenernährung und Bodenkunde, das er 1956 mit dem Doktorat abschloss. Von 1957 bis 1974 war er Mitglied des Lehrkörpers der University of California: bis 1963 an der University of California, Los Angeles (UCLA), im Department of Irrigation and Soil Sciences, anschliessend an der University of California, Riverside, im Department of Soils and Plant Nutrition, zuletzt als Full Professor. Von 1974 bis 1979 war Oertli Inhaber des Lehrstuhls für Botanik an der Universität Basel. 1979 wählte ihn der Bundesrat zum ordentlichen Professor für Pflanzenbau der ETH Zürich. Er wurde 1993 emeritiert.

## Forschung
Oertli war ein international anerkannter Experte auf dem Gebiet der angewandten Stressphysiologie, der mit seinen Mitarbeitenden grundlegende Arbeiten zur Wirkung von Dürrestress auf Pflanzen publizierte. Hierbei erstreckte sich sein Interesse von theoretischen Überlegungen zur Begrenzung des Höhenwachstums von Bäumen durch den maximal möglichen Wasseraufstieg bis hin zur Begrenzung des Ertragspotentials von Kulturpflanzen durch Wasserknappheit in der Schweiz.

## Publikationen (Auswahl)
- Die waldbauliche Bedeutung und Behandlung der Föhre in der Umgebung von Zürich. Diplomarbeit ETH Zürich, Zürich 1951.
- Studies on the mineral nutrition of coniferous seedlings through the use of radioactive tracer elements. M.S. in Forestry, University of California, Berkeley 1953.
- Studies on the uptake of iron by higher plants. Ph.D. in Soil Science, University of California, Berkeley 1956.
- A whole-system approach to water physiology in plants. New Delhi 1971.